# Wirringen
Wirringen is een plaats in de Duitse gemeente Sehnde, deelstaat Nedersaksen, en telt 370 inwoners.